# Ivan Fuksa
Ivan Fuksa (ur. 15 lipca 1963 w Przybramiu) – czeski polityk i samorządowiec, parlamentarzysta, w latach 2010–2011 minister rolnictwa.

## Życiorys
W 1986 ukończył wyższą szkołę transportu i komunikacji w Żylinie (przekształconą później w Uniwersytet Żyliński). Pracował jako nauczyciel. W 1990 z ramienia Forum Obywatelskiego został wybrany na radnego Przybramia. Był następnie współzałożycielem lokalnych struktur Obywatelskiej Partii Demokratycznej (ODS). W 1991 wszedł w skład zarządu miasta, w latach 1992–2002 pełnił funkcję wiceburmistrza, a następnie do 2006 był burmistrzem swojej rodzinnej miejscowości.
Od 2007 do 2010 był pierwszym wiceministrem finansów. W wyborach w 2010 z listy ODS uzyskał mandat deputowanego do Izby Poselskiej. Od lipca 2010 do października 2011 sprawował urząd ministra rolnictwa w rządzie Petra Nečasa. Stanowisko to utracił na skutek konfliktu z premierem.
W 2012 zrezygnował z mandatu poselskiego. W 2013 dołączył do koncernu Český Aeroholding, w którym został dyrektorem do spraw strategii i rozwoju